# Norbert Huber (General)
Norbert Huber ist ein österreichischer Offizier, zuletzt mit dem Dienstgrad Generalmajor. 

## Karriere
Huber absolvierte 1984 die Theresianische Militärakademie, wurde zum Leutnant befördert und war als Zugs- und Kompaniekommandant eingesetzt. 1987 erfolgte die Beförderung zum Oberleutnant. Von 1991 bis 1994 absolvierte er den 13. Generalstabskurs an der Landesverteidigungsakademie Wien und wurde im Verteidigungsministerium eingesetzt. 1993 wurde er Hauptmann, 1994 Major und 1997 Oberstleutnant. 1999 wurde er zum Oberst befördert und Kommandant des Jägerbataillons 17. 2005 erfolgte die Beförderung zum Brigadier und seit 2017 ist er Generalmajor. Zu seiner militärischen Ausbildung hat er auch einen Abschluss an der Universität Wien absolviert.
Seit Dezember 2021 ist er der österreichische Militärattaché in Washington mit Akkreditierung für Brasilien, Kanada und die USA.

## Privates
Huber ist verheiratet und hat drei Kinder.